# جينيفر اسبن
جينيفر اسبن (بالإنجليزية: Jennifer Aspen)‏ مواليد 9 أكتوبر 1973 في ريتشموند، فيرجينيا، الولايات المتحدة، هي ممثلة أمريكية بدأت مسيرتها الفنية عام 1995.

## الأعمال

### أفلام
- سماء الفانيلا

## وصلات خارجية
- جينيفر اسبن على موقع IMDb (الإنجليزية)
- جينيفر اسبن على موقع ألو سيني (الفرنسية)
- جينيفر اسبن على موقع أول موفي (الإنجليزية)
- جينيفر اسبن على موقع قاعدة بيانات الفيلم (الإنجليزية)
- جينيفر اسبن على موقع كينوبويسك (الروسية)

- الموقع الإلكتروني